# عيسى النوشري
عيسى النوشري، هو قائد عباسي ووالي أصفهان في 896-900م ووالي مصر من 905 حتى وفاته في ربيع 910م.

## سيرته
في 896م، ولى أصفهان في زمن الخليفة أحمد المعتضد بالله، وشارك عيسى في مطاردة بكر بن عبد العزيز، وألحق به هزيمة كبرى، ودمر جيشه ونهب معسكره. وبالكاد نجا بكر مع عدد قليل من الأتباع. كما طارد المتمرد أبو ليلى بن عبد العزيز، بالقرب من أصفهان. قُتل أبو ليلى نفسه في المعركة. وفي يوليو 900م عين صاحب شرطة فارس.
في معركة حماة ضد القرامطة في نوفمبر 903م، قاد عيسى حرس قطار الأمتعة العباسي تحت القيادة العامة لمحمد بن سليمان الكاتب. وعندما استعاد محمد سوريا ومصر من السلالة الطولونية ولى عيسى على مصر. دخلها خليفُهُ عليها يوم الأحد 14 جمادى الأولى سنة 292 هـ، فتسلَّم الشُّرطتين وسائر الأعمال، ثمَّ قدِمها عيسى النُّوشَري يوم الثلاثاء 7 جمادى الآخرة، فصرف البُكتُمريّ عَن الشُّرَط وجعل مكانه يوسف بْن إسرائيل، وجعل عَلَى الإِسكندريَّة عليّ بْن وَهْسُودان، والمُهاجِر بْن طليق عَلَى الصعيد.
وهُزم زيادة اللَّه بْن عبد الله بْن إبراهيم بْن الأغلب بإِفرِيقيَّة وزال سُلطانه، فأقبل إلى مِصر، فنزل الجِيزة فِي شهر رمضان سنة 296 هـ، ومنعه النُّوشَرِي من العبُور إلى الفُسطاط إِلَّا أن يعبر وحده، وكانت بينه وبين أصحاب النُّوشَرِي مناوَشة بالجِيزة عَلَى الجِسر، ثمَّ أَذِن لَهُ، فدخل الفُسطاط ليلًا.
كانت فترة ولايته في مصر مضطربة منذ البداية: في غضون أشهر، أُجبر على التخلي عن الفسطاط والفرار إلى الإسكندرية بسبب تمرد بقيادة محمد بن علي الخلنجي. ووصلت تعزيزات له من بغداد، وفي أواخر 905م هُزم جيش بقيادة أحمد بن كيغلغ على يد المتمردين في العريش.
توفي عيسى في يوم الأربعاء 26 شعبان سنة 297 هـ، مايو 910م ودفن في الفسطاط، وكانت وِلايته عليها خمس سنين وشهرين ونصفًا، منها سبعة أشهُر وعشرين يومًا انتزى فيها ابن الخليج، وقام بالأمر من بعده ابنه أَبُو الفتح محمد بْن عيسى النُّوشَرِي، وخلفه تكين الخزري.